# Langschwanz-Baumstachelratte
Die im nordwestlichen Südamerika verbreitete Langschwanz-Baumstachelratte (Makalata macrura) zählt zur Familie der Stachelratten. Die Population galt noch bis zum Jahr 2000 als Synonym der Brasilianischen Baumstachelratte (Makalata didelphoides). Das Typusexemplar stammt aus dem Umfeld der Stadt Borba im brasilianischen Bundesstaat Amazonas.

## Merkmale
Mit einer Kopf-Rumpf-Länge von 207 bis 280 mm, einer Schwanzlänge von 170 bis 242 mm und mit 38 bis 46 mm langen Hinterfüßen ist die Art innerhalb ihrer Gattung am größten. Sie hat 15 bis 17 mm lange Ohren. Wie bei der Brasilianischen Baumstachelratte ist die Oberseite mit rotbraunem bis gelbbraunem Fell bedeckt, das durch einige schwarze Haare dunkel erscheint. Dieses Fell besteht aus weichen Haaren, Borsten und Stacheln. Die weichere Unterseite ist hell graubraun und nicht cremefarben oder gelbbraun, wie bei der anderen Art. Beide Nagetiere haben eine rötliche Schnauze.

## Verbreitung
Die Langschwanz-Baumstachelratte lebt in zentralen und westlichen Bereichen des Amazonasbeckens in Brasilien und östlich der Anden in Kolumbien, Ecuador, Peru und im nördlichen Bolivien. Die Art hält sich soweit bekannt in tropischen Regenwäldern im Flachland auf und besucht Gärten sowie Plantagen. In trockeneren Bereichen bevorzugt sie die Nähe von Wasserläufen.

## Lebensweise
Die Exemplare klettern in Bäumen, oft in den Spitzen der Kronen. Laut der Untersuchung eines Mageninhaltes besteht die Nahrung vorwiegend aus Blättern. Ein Weibchen war im September mit einem Embryo trächtig. Ein weiteres Weibchen brachte kurz nach dem Einfangen im Juni zwei Jungtiere zur Welt.

## Gefährdung
Für den Bestand sind keine Bedrohungen bekannt. Auch wenn die Art selten dokumentiert wird, könnte sich in manchen Regionen zahlreich sein. Die IUCN listet die Langschwanz-Baumstachelratte als nicht gefährdet (least concern).